# Библиотека редких книг и рукописей Бейнеке
Библиотека редких книг и рукописей Бейнеке (англ. Beinecke Rare Book and Manuscript Library) в Йельском университете — одна из крупнейших в мире коллекций редких книг и манускриптов.
В 1960 году на деньги семьи Бейнеке началось строительство здания библиотеки по проекту архитектора Гордона Буншафта из фирмы Skidmore, Owings and Merrill.
Собрание библиотеки насчитывает около 500 тысяч книг и несколько миллионов манускриптов.
Наиболее известными экземплярами в коллекции являются Манускрипт Войнича, одна из Библий Гутенберга и два экземпляра «Птиц Америки» Одюбона.
В библиотеке Бейнеке также хранится американская часть архива поэта Иосифа Бродского.